# Дирикс, Кристиан Людвиг
Кристиан Людвиг Дирикс (норв. Christian Ludvig Diriks; 16 октября 1802, Копенгаген — 9 июля 1873, Кристиания) — норвежский государственный деятель, министр аудита Норвегии (1856—1857), министр почты Норвегии (1861), генеральный аудитор, юрист.

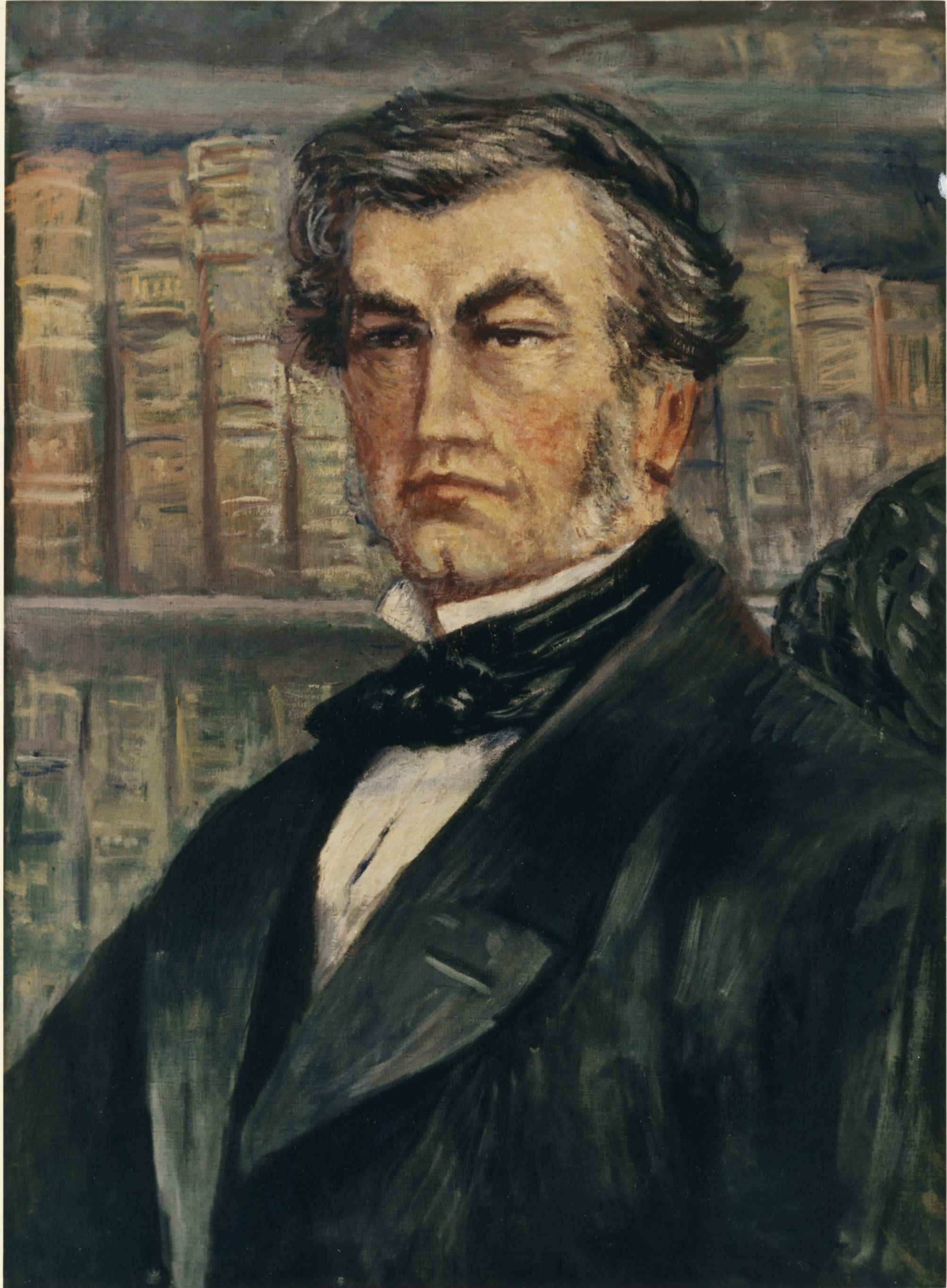
Портрет работы Карла Эдварда Дирикса

## Биография
Родился в семье государственного министра Кристиана Адольфа Дирикса. Брат художника Карла Фредерика Дирикса.
Отец художника Эдварда Дирикса.
Изучал право. С 1830 года – кандидат юридических наук. С 1833 года работал ревизором. В 1840 г. стал членом Военно-юридической комиссии. С 1854 года – генеральный аудитор департамента юстиции армии и ВМФ Норвегии.
В 1861 году возглавлял министерство почт страны.
В 1856–1857 годах дважды занимал кресло министра аудита Норвегии.